# Vittorio Bellentani
Vittorio Bellentani (Modena, 1906 – Modena, 26 marzo 1968) è stato un ingegnere italiano e un pilota automobilistico.

## Biografia
Studiò in Germania all'Università di Friburgo, poi cominciò a lavorare con Enzo Ferrari nel 1940 sull'Auto Avio Costruzioni 815 (1940-1946).
Passò poi alla Maserati (1950-1954), e alla Casa del tridente sviluppò alcune Maserati A6 (A6 GCM nel 1952; A6 SSG nel 1954) e la Maserati 250F. Qui lavorò anche con Gioachino Colombo. Lasciò la Maserati nel 1954, anche in seguito alle tensioni venutesi a creare nel marzo di quell'anno tra lui ed un dipendente che ricopriva l'incarico di delegato sindacale.(3)
Bellentani continuò la sua carriera come consulente per la Ferrari (1956-1963) su vetture come la Ferrari 412 S (1957), e la “Ferrarina”. Il suo contributo fu così importante che il motore V12 della 412S fu anche conosciuto come “Bellentani”.
Durante la collaborazione con la Ferrari lavorò anche per una società fondata da suo fratello Riccardo, la B.R.M.  (Bellentani Riccardo Modena) (1955-1957). L'azienda si occupava principalmente di motori a due tempi, e continuò l'attività sotto la guida di un altro dei fratelli Bellentani, Antonio Collaborò anche con la De Tomaso.